# Гучи (песня)
«Гу́чи» — песня российского хип-хоп-исполнителя Тимати при участии российского певца Егора Крида. Она была выпущена 17 мая 2018 года в качестве сингла на лейбле Black Star.

## Музыкальное видео
Релиз официального видеоклипа на трек состоялся 22 мая 2018 года на YouTube-канале Тимати. В нём исполнители подвергли критике «новую школу рэпа» при помощи надписей на брендовой одежде и эдлибов, упомянули игру российкой сборной по футболу и показ модной коллекции модного дома Gucci в 2018 году. По словам российской певицы и блогера Клавы Коки, принимавшей участие в записи музыкального видео, клип был записан в городе Долгопрудный. Режиссёром этого видео выступил Павел Худяков.
За сутки музыкальное видео набрало 5,5 миллионов просмотров и возглавило тренды российского сегмента YouTube.

## Отзывы
На сайте общероссийского музыкально-развлекательного канала ТНТ Music отметили, что «трэп-бит с частыми и звонкими киками по-модному сопровождают смелые панчлайны, в которых Егор Крид и Тимати не стесняются бахвалиться».

## Чарты

### Еженедельные чарты
| Чарт (2018)            | Высшая позиция |
| ---------------------- | -------------- |
| Русский чарт (Муз-ТВ)  | 1              |
| МУЗ-ТВ Чарт (Муз-ТВ)   | 1              |
| Россия (Яндекс.Музыка) | 3              |
| Россия (Apple Music)   | 1              |
| Россия (iTunes)        | 2              |
| Мир (Google Play)      | 3              |
| Мир (Zvooq.online)     | 2              |
| Мир (ВКонтакте)        | 1              |
| Россия (Tophit)        | 1              |

### Ежемесячные чарты
| Чарт (2018)               | Позиция |
| ------------------------- | ------- |
| Top YouTube Hits (Tophit) | 2       |

### Годовые чарты
| Чарт (2018)                       | Позиция |
| --------------------------------- | ------- |
| Top YouTube Hits (Tophit)         | 10      |
| Top YouTube Hits (Tophit)         | 48      |
| Top Radio & YouTube Hits (Tophit) | 1       |